# Lomatium howellii
Lomatium howellii är en flockblommig växtart som först beskrevs av Sereno Watson, och fick sitt nu gällande namn av Jeps.. Lomatium howellii ingår i släktet Lomatium och familjen flockblommiga växter. Inga underarter finns listade i Catalogue of Life.

## Bildgalleri

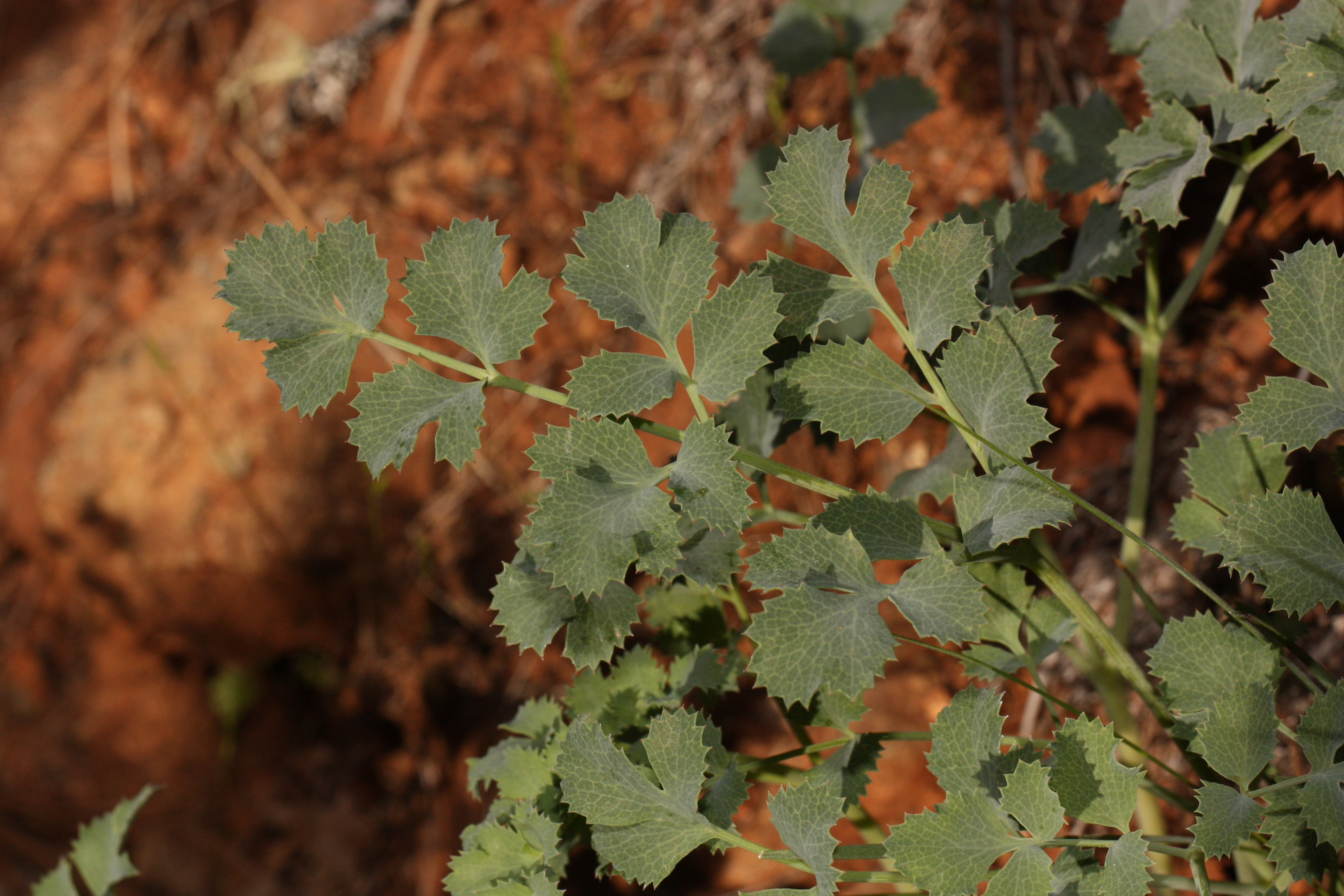
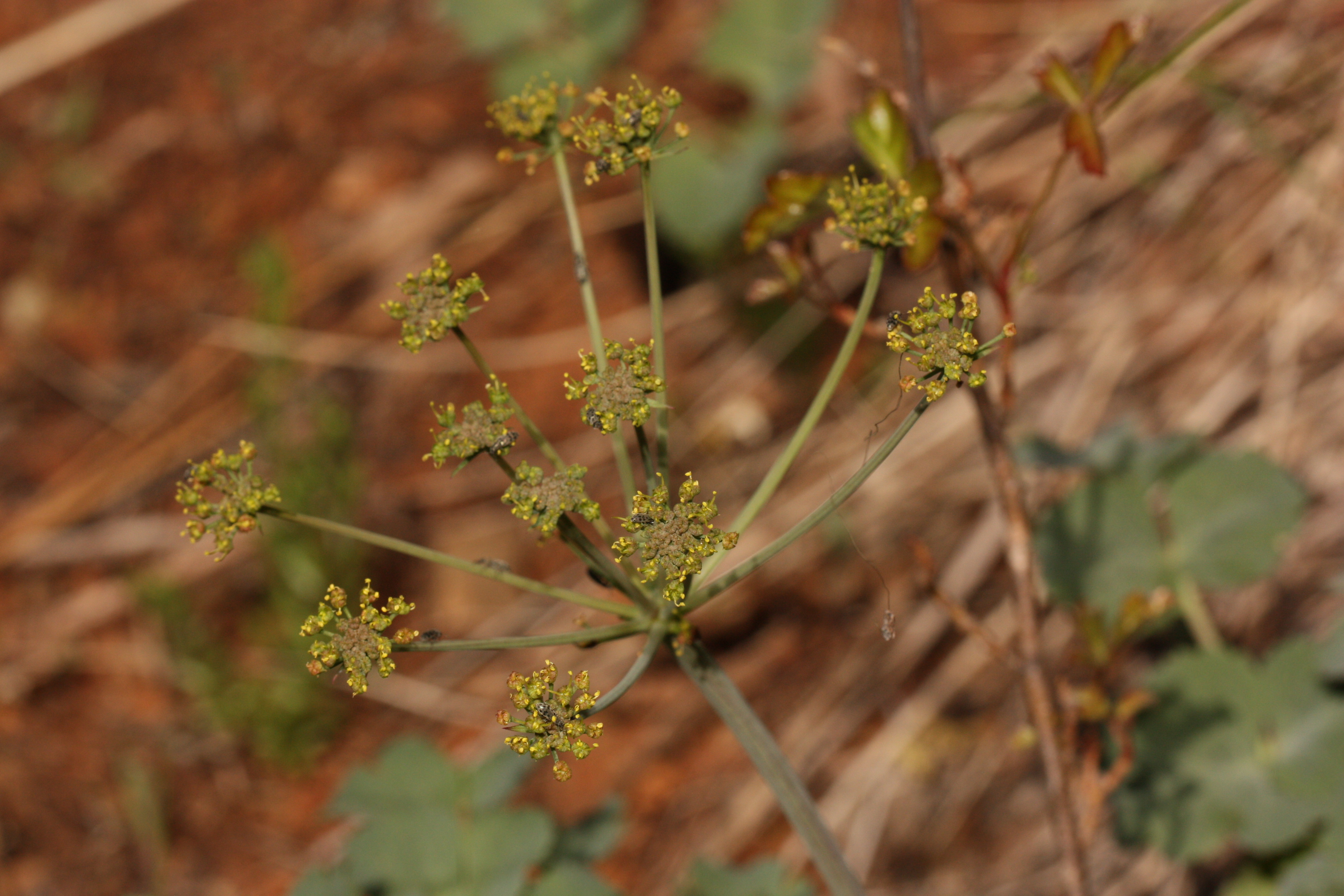
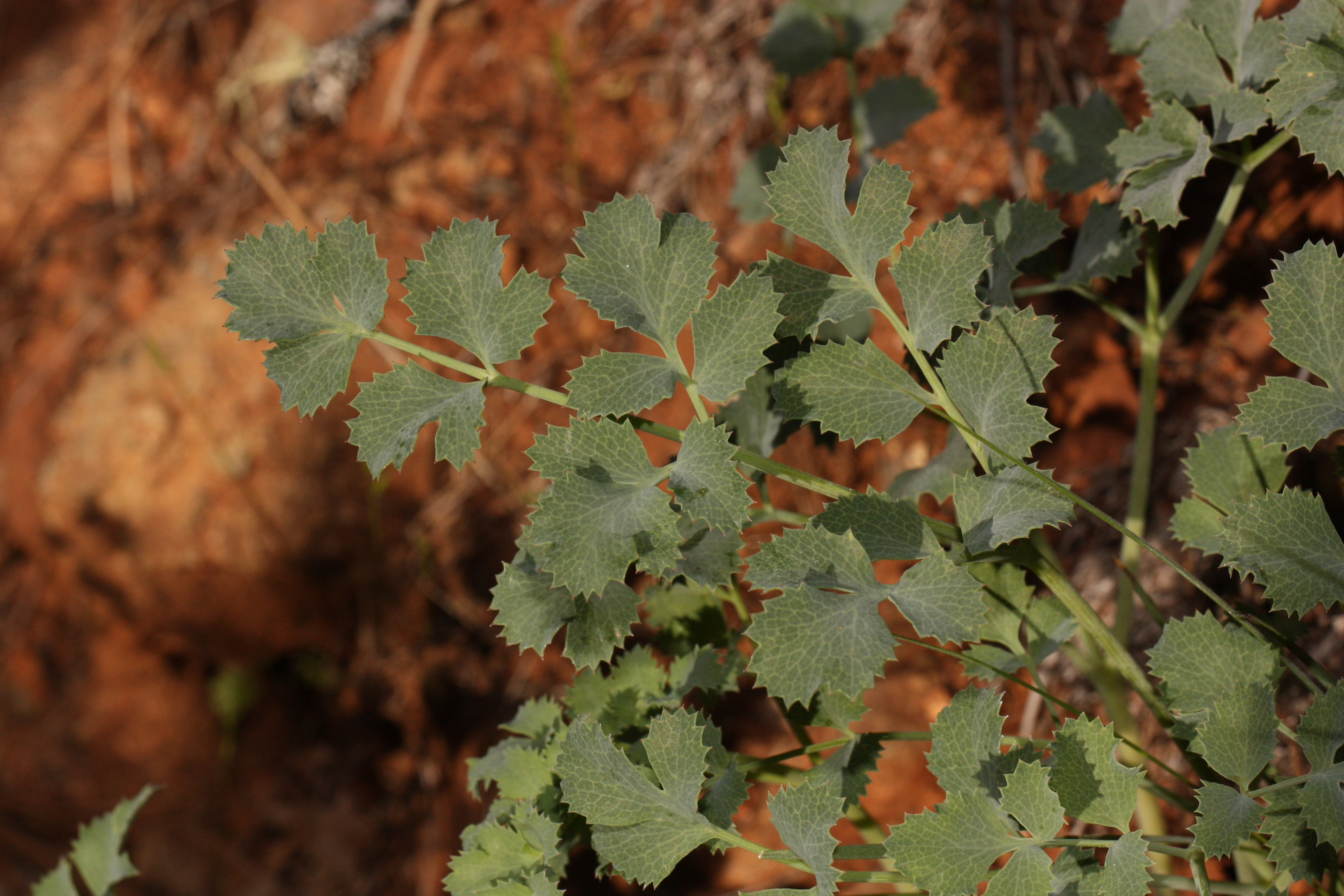
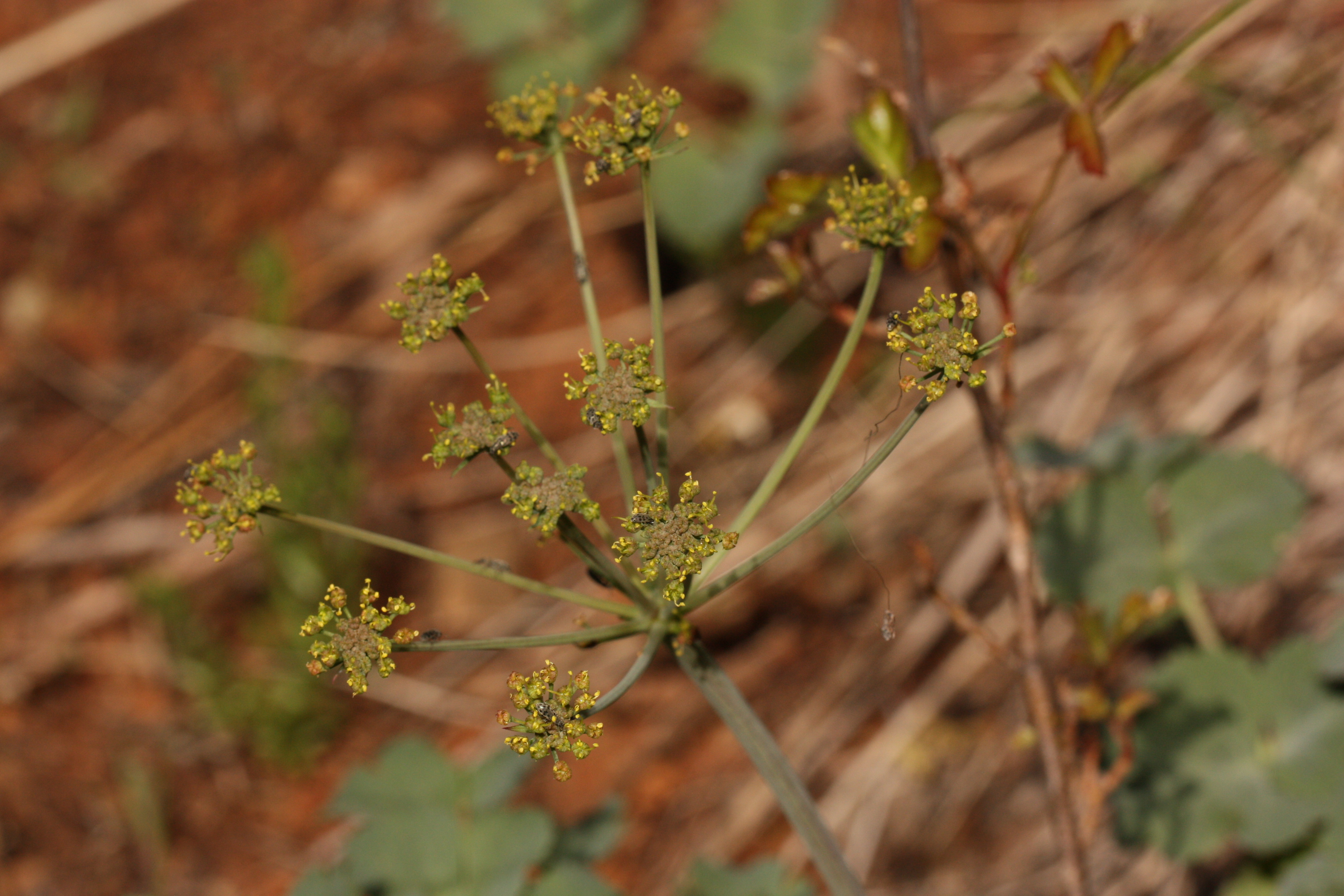
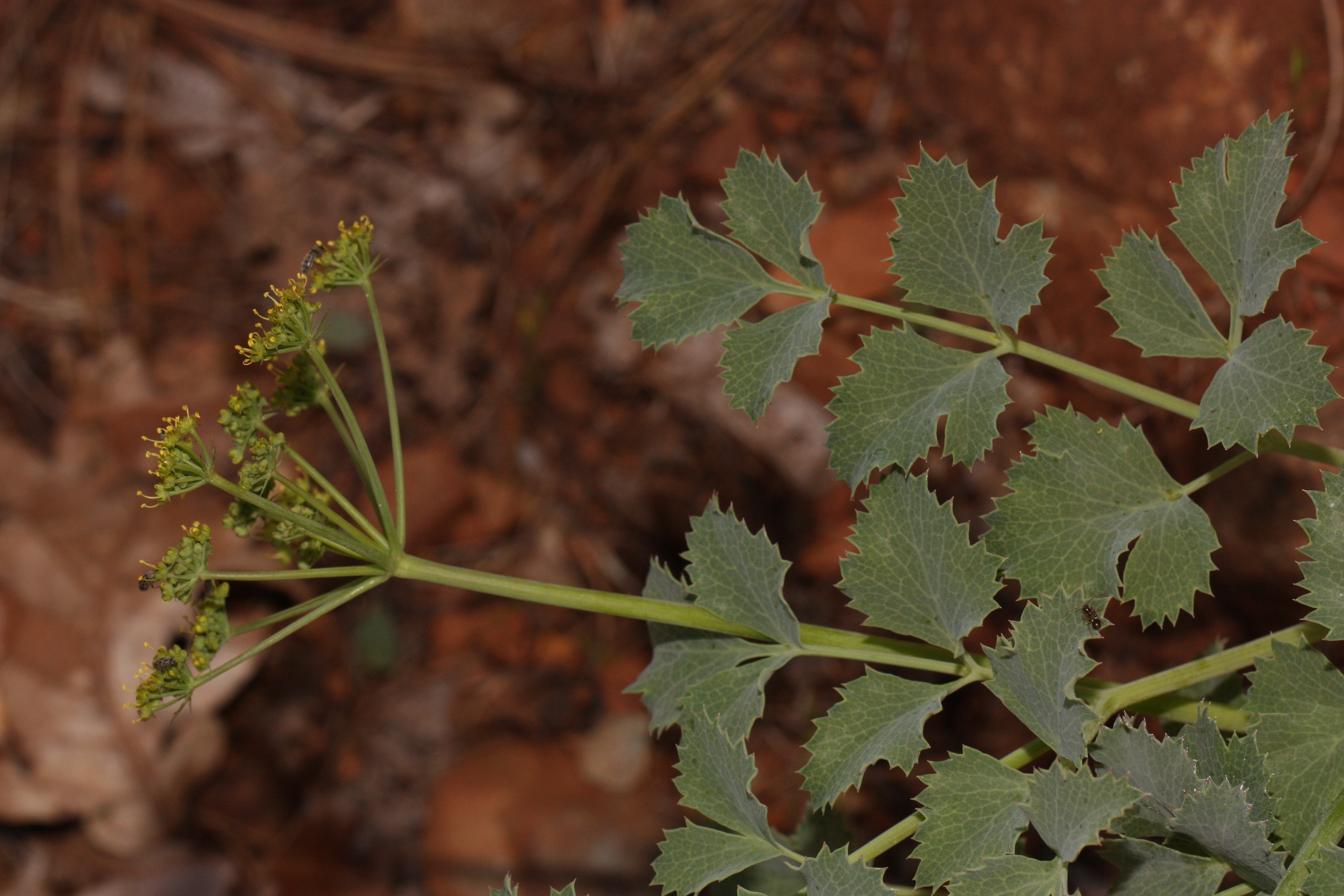